# 臺中市立圖書館興安分館

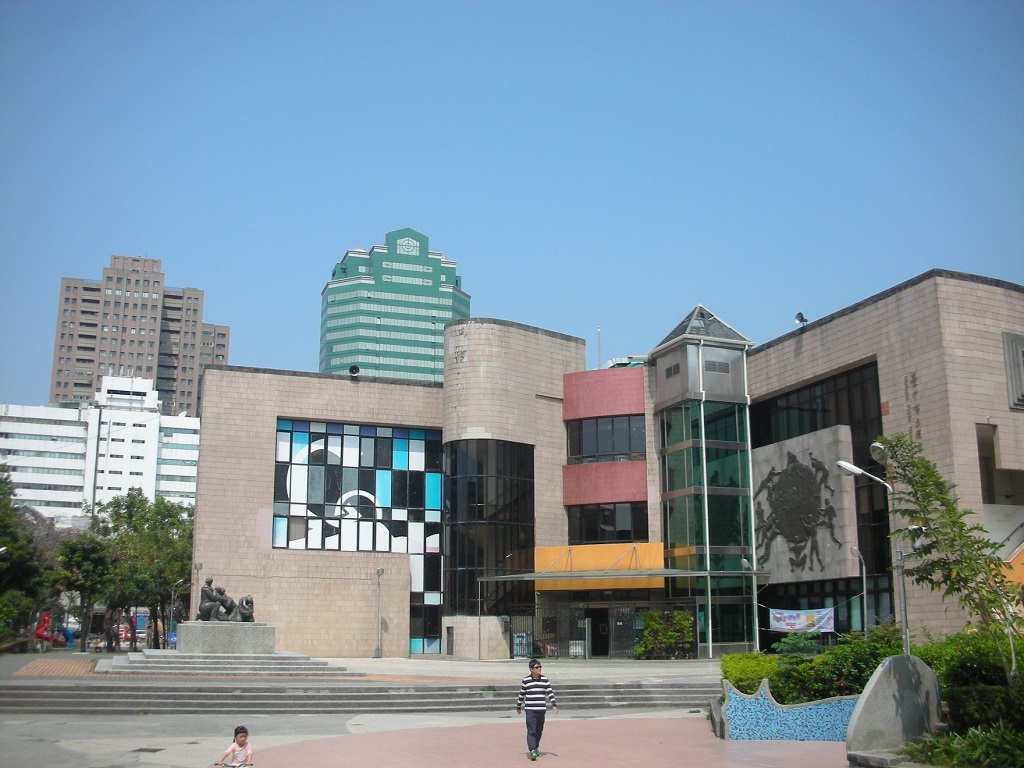
興安分館整修前的舊貌

臺中市立圖書館興安分館，為臺中市立圖書館座落於北屯兒童公園內的分館，1983年籌建，1987年兒童節啟用，建坪5,125平方公尺，為三層樓圓形建築，於2021年進行空間改造，2022年7月7日重新開館啟用，並轉型全齡化分齡分眾，同時延長夜間服務至9時。

## 歷史
- 1987年兒童節，「北屯兒童館」落成啟用，隸屬於臺中立文化中心（今臺中市文化局）。
- 2010年12月25日臺中縣市合併後，改隸屬於臺中市立大墩文化中心（今臺中市大墩文化中心）。
- 2016年3月1日，臺中市立圖書館成立後，大墩文化中心圖書館與北屯兒童館移編改制，兒童館更名為「臺中市立圖書館大墩兒童分館」，由臺中市立圖書館大墩分館（原大墩文化中心圖書館）管理。
- 2019年11月，改為獨立運作的「臺中市立圖書館北屯兒童分館」。
- 2021年2月1日，主題建築物進行閱讀環境改善工程，預計隔年6月完工。
- 2022年4月，經民眾票選新館名活動更名為「臺中市立圖書館興安分館」。

## 館內空間
- 1樓：樂齡區、期刊報紙區、兒童閱覽區及親子共讀區，提供樂齡族群閱讀空間，以及親子或兒童的閱讀區域，並於每週六下午在親子共讀區舉辦「小松鼠故事屋」說故事活動。
- 2樓：筆電優先使用區、資訊檢索區、青少年閱覽區、開架閱覽區，提供青少年及一般民眾閱讀區域，並提供電腦供民眾使用。窗戶採大面積玻璃帷幕設計，引進公園樹木綠意，並設有閱讀座位。
- 3樓：多功能活動室、演藝廳、音樂教室及舞蹈教室，辦理多元閱讀推廣活動，以及各類藝文研習活動。

## 交通
臺中市公車
- 台中客運： 8、15、16、100
- 仁友客運：21
- 中台灣客運：1、31
- 豐原客運：55、270、271、276、277
- 統聯客運：53、77、85
- 巨業交通：68

台中市公共自行車租賃系統站點
- 北屯兒童公園

## 外部連結
- 臺中市立圖書館興安分館簡介 （页面存档备份，存于）
- 臺中市立圖書館興安分館Facebook粉絲專頁